# نجلاء أبو جهجه
نجلاء أبو جهجه إعلامية لبنانية ومصورة صحافية وكاتبة، بالإضافة إلى كونها مؤلفة في مجال التصوير والصحافة والإعلانات. 

## عائلتها
هي من بلدة حانين إحدى قرى جبل عامل في الجنوب اللبناني.

## المؤلفات[2]
1. صحافية على خط النار
2. إسعاف المنصوري
3. إعلام يخرق الصمت
4. عشاق اللوغو
5. زوايا التصوير الفوتوغرافي
6. كوكب الفضائيات
7. أغرب الإعلانات
8. إعلام المرأة
9. الجرح بين الصوت والصورة[3]
10. القائد السلطة وفن التسلط
11. الإعلام عبر التاريخ، من 5000 سنة ق.م. إلى القرن ال21

## سيرتها[4]
1. تعمل مراسلة لوكالة رويترز[5]
2. حائزة على إجازة في العلوم الاجتماعية
3. حائزة على شهادة الجدارة في علْم الاجتماع الاقتصادي.
4. تسلّمتْ لخمس سنوات مسؤولية الاتحاد الوطني لطلبة لبنان فرع الجنوب.
5. أسست فرقة مسرحية جسَّدت من خلالها الأبعاد الوطنية والنضالية الملتزمة.
6. شاركت في عدة معارض فوتوغرافية محلية وعالمية.
7. هي عضو دولي في "منظمة العفو الدولية.
8. حائزة على لقب المصورة الأولى لعام 1996 من قِبل «مؤسسة المتحدون للإعلام والتسويق البريطانية».